# Trox robinsoni
Trox robinsoni là một loài bọ cánh cứng trong họ Trogidae.

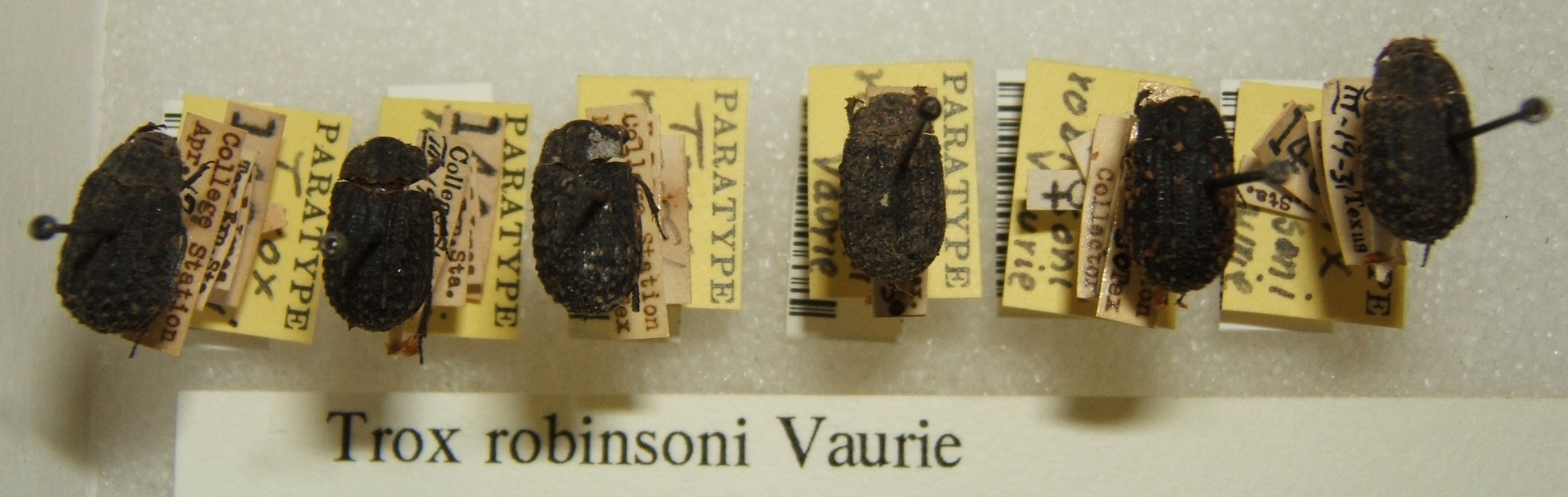
Trox robinsoni paratype
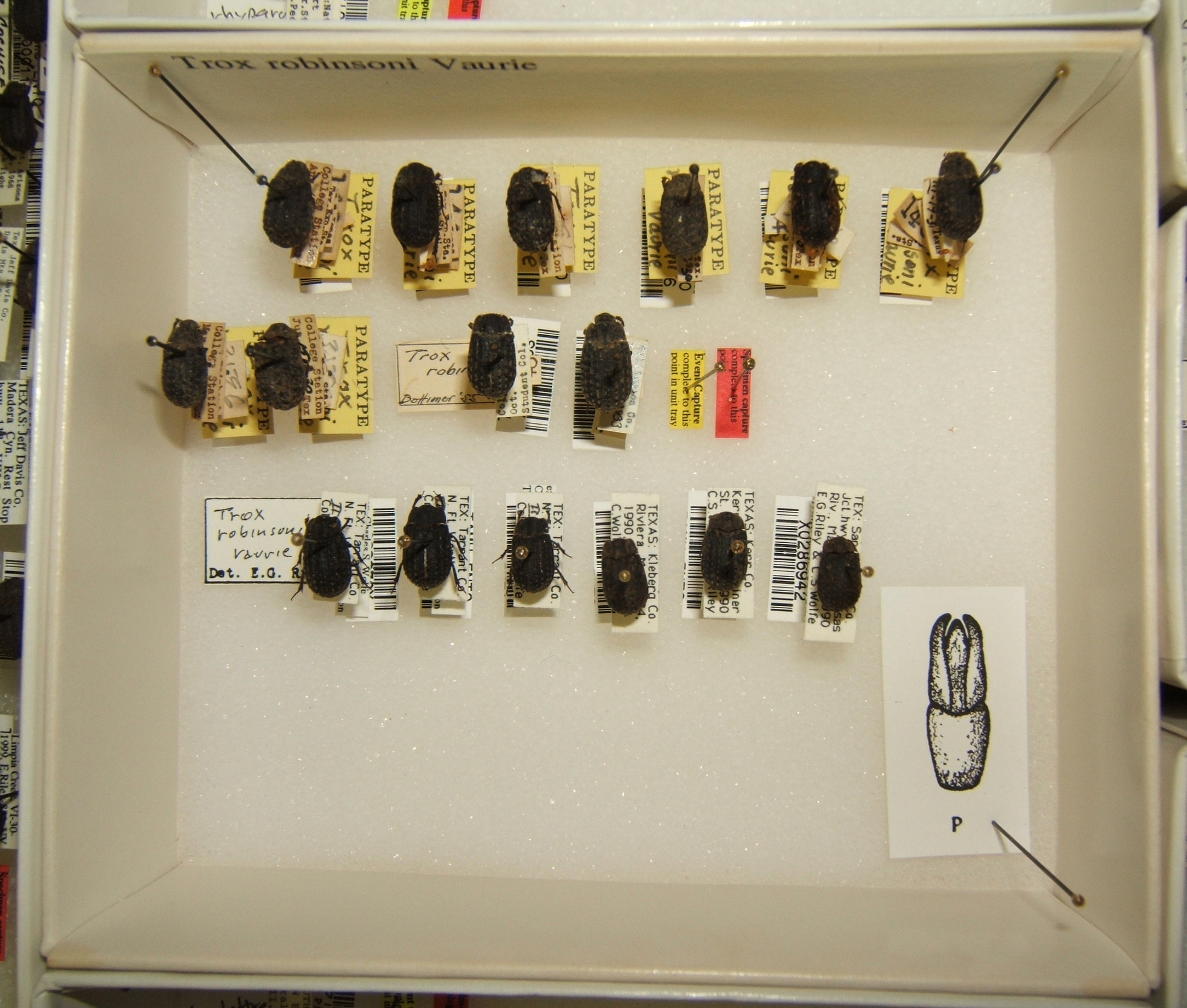
Trox robinsoni variation